# Étienne Marcel (politicus)

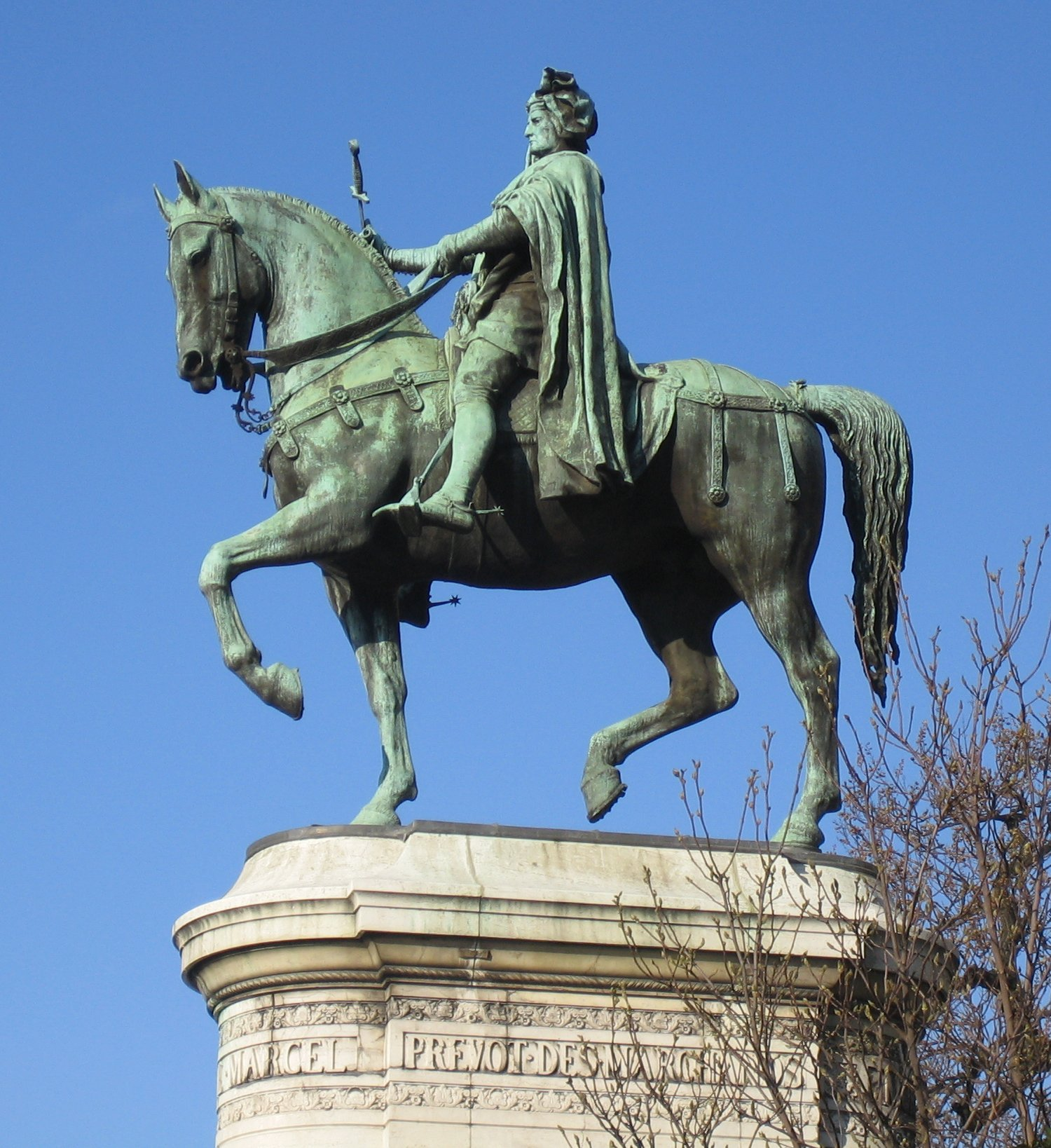
Ruiterstandbeeld van Étienne Marcel naast het Stadhuis van Parijs, uitkijkend over de Seine (Antonin Idrac & Thiébaut Frères, 1882)

Étienne Marcel (ca. 1321 - Parijs 31 juli 1358) was een Frans lakenhandelaar en provoost van het koopmansgilde (prévôt des marchands) in Parijs, destijds een van de machtigste posities in de stad.
Nadat koning Jan II van Frankrijk in 1356 bij Poitiers gevangen was genomen door de Engelsen, werd de dauphin Karel van Valois (de latere Karel V van Frankrijk) regent. Om uit de economische malaise te geraken, ontstaan door de Honderdjarige Oorlog, vroeg hij de Staten-Generaal om financiële steun. Étienne Marcel leidde de oppositie in deze en kreeg van Karel gedaan dat voortaan een door de Staten-Generaal gekozen Raad de financiën zou beheren. Karel stond dit bij de Grande Ordonnance van maart 1357 toe, maar al snel liet hij er zich onder invloed van zijn raadgevers, weinig aan gelegen liggen. Hierop wist Marcel een volksopstand te ontketenen die resulteerde in de moord op twee van Karels raadslieden, Jean de Conflans en Robert de Clermont.
Marcel moest aan populariteit inboeten door zijn verbinding met de Franse boerenopstand (jacquerie) en zijn steun aan de troonpretendent Karel de Boze van Navarra. Tijdens een poging het leger van de pretendent, geleid door Filips van Navarra, Parijs binnen te smokkelen werd hij vermoord.
- Bibliothèque nationale de France: cb12451679b (data)
- Gemeinsame Normdatei: 1031500294
- International Standard Name Identifier: 0000 0003 6254 9093
- Library of Congress Control Number: n84168852
- Nationale Bibliotheek van Israël: 987009287389805171
- Virtual International Authority File: 6152151778227718130007